# Dragan Mrđa
Dragan Mrđa, född 23 januari 1984 i Vršac, Socialistiska republiken Serbien, SFR Jugoslavien.
Dragan Mrđa spelade 14 landskamper för det serbiska landslaget. Han deltog bland annat i fotbolls-VM 2010.